# Omar Ibn Abi Rabi'a
Omar Ibn Abi Rabi'a, właściwie Umar Ibn Abi Rabi'a (ur. w 644 r. w Mekce, zm. w 719 r. tamże) – poeta arabski, jeden z największych liryków klasycznej literatury arabskiej, "beduiński" piewca gorącej i beznadziejnej miłości; pierwszy przedstawiciel (wraz z Dżamilem) ghazalu (liryki miłosnej). Jego utwory są cennym źródłem poznania społecznej pozycji kobiet arabskich.